# كردينال (طائر)
الكردينال هو طائر يعيش شمال الكرة الأرضية على وجه الخصوص في أمريكا الشمالية ويعتبر من الطيور المهاجرة. طائر الكاردينال متعدد الألوان وهو من الطيور صغيرة الحجم له منقار قصير حاد بهيأة مخروطية ذو لون أحمر ثقيل ويحيط وجهه باللون الأسود وأجنحة أطول من جسده عموما يصل طولها من 25 إلى 31 سم دائرية الشكل ذات تسعة ريشات قوائم بها بعض الريش الخشن المنتصب، يملك ساق طويلة.يتراوح حجمه بين 21 إلى 23 سم وعادة ما يكون طوله 8.75 بوصة تقريبا. 

## التمييز بين أنثى وذكر طائر الكاردينال
يمكن تمييز أنثى طائر الكاردينال عن الذكر عن طريق اللون الأحمر اللامع مع وجود بعض الريش باللون الأسود الممتد عند العينين إلى أعلى الصدر لدى الذكر دونا عن الأنثى، أما الأنثى فتتميز باللون الرمادي أو البني الباهت وذيل وأجنحة حمراء اللون. يمتلك طائر الكاردينال صوت جميل يتكون من مجموعة من الصفارات الواضحة حيث تكون طبقة الصوت في أول وآخر الصفير ذات نغمة بطيئة، كذلك تغرد أنثى الكاردينال لتعطي إشارة للذكر بموعد تقديم الطعام للعش فيساهم الزوجان في عبارات الأغنية، وقد تطيل الأنثى الغناء أكثر ويكون لها أغلب العبارات دونا عن الذكر.

## غذاءه
يتغذى الطائر على مجموعة متنوعة من الأطعمة وتتضمن البراعم وأوراق التوت والزهور والفواكه والحشرات وبذور الحشائش والحبوب والديدان وبذور دوار الشمس والزبيب والتفاح والخبز والدخن.

## بناء العش ونمط حياته
تبني أنثى الكاردينال عشّها ذو الشكل المقعر على الأشجار، حيث تضع 2 إلى 6 بيضات مختلفة الألوان ولكن تتميز عادة باللون الكريمي المنقط باللون البني بين فترة تتراوح بين 11 إلى 13 يوم، ويواصل بعد ذلك الذكر حضانة البيض لمدة 12 يوم ويقوم كلا الوالدين بإطعام الصغار. وتبني الأنثى العش الآخر استعدادا للحضانة التالية وربما يكون للكاردينال أربع فقسات خلال الفترة بين شهري أبريل وأغسطس من كل عام، كما يقوم الذكر بالدفاع عن منطقة تزاوجه أو نفوذه ضد الذكور الأخرى لدرجة أنه إذا رأى انعكاسه في أي سطح عاكس كالزجاج أو الماء فإنه يظل يتقاتل معه لعدة ساعات. يتشابه طائر الكاردينال الشمالي مع نظيره طائر الكاردينال أصفر المنقار.